# Зыль, Пётр Васильевич
Пётр Васильевич Зыль — советский хозяйственный, государственный и политический деятель, генеральный директор Белорусского оптико-механического объединения — директор Минского механического завода имени С. И. Вавилова Министерства оборонной промышленности СССР, город Минск Белорусской ССР Герой Социалистического Труда.

## Биография
Родился 24 февраля 1924 года в деревне Чернова ныне Червенского района Минской области Республики Беларусь. Из семьи крестьянина. Белорус. В июне 1941 года окончил среднюю школу в городе Червень Минской области.
В начале Великой Отечественной войны в июне 1941 года оказался на оккупированной территории. С начала оккупации был связным партизанского отряда, в июле 1943 года ушёл в партизаны и воевал в партизанском отряде «Знамя» бригады «Разгром» Минского партизанского соединения, был стрелком и подрывником. Участник операции «Рельсовая война».
В июне 1944 года партизанский отряд соединился с наступавшими частями Красной Армии и почти в полном составе был призван в ряды Красной Армии. Стрелок-автоматчик моторизованного батальона автоматчиков 18-й гвардейской танковой бригады 3-го гвардейского танкового корпуса 5-й гвардейской танковой армии на 3-м Белорусском фронте красноармеец П. В. Зыль участвовал в Белорусской стратегической наступательной операции. Однако его боевой путь оказался короток — в сентябре 1944 года боях на территории Литвы был тяжело ранен, долго лечился в госпиталях Москвы и Омска.
В декабре 1944 года демобилизован по инвалидности.
С января 1945 года — учитель школы в совхозе «Майский» Черепановского района Новосибирской области. Летом 1945 года вернулся в Белоруссию и поступил на учёбу в институт. В 1950 году окончил Белорусский политехнический институт (Минск).
С 1950 года работал на заводе «Красный Октябрь» в городе Барань Витебской области Белорусской ССР: мастер, заместитель начальника цеха, начальник механического цеха, с 1953 года — главный технолог (завод с 1951 года выпускал переносные армейские радиостанции). С мая 1959 года работал заместителем начальника технического отдела в управлении электротехнической и приборостроительной промышленности Совнархоза Белорусской ССР, затем направлен на учёбу.
В 1963 году окончил Высшую партийную школу при ЦК КПСС в Москве. С 1963 года — секретарь парткома Минского механического завода имени С. И. Вавилова. С октября 1966 года — директор Минского завода «Калибр» — первый заместитель генерального директора Минского приборостроительного производственно-технического объединения имени В. И. Ленина, одного из самых крупных предприятий военно-промышленного комплекса СССР по производству радиоизмерительной аппаратуры и автоматизированных измерительных систем.
С февраля 1974 года — генеральный директор Белорусского оптико-механического объединения — директор Минского механического завода имени С. И. Вавилова (Минск). На этой должности трудился 18 лет. Основной продукцией объединения было производство систем прицеливания и наведения для бронетанковой техники, ночные прицелы для танковых орудий, другие прицелы и дальномеры. Довольно высок был процент и гражданской продукции (диапроекторы, фотоувеличители, станочная оптика, кинопроекторы, фотоаппараты, аэрофотоаппаратура, аэрофоторегистраторы, фотограмметрические приборы, кинотеодолиты, лабораторные приборы и т. д.). Объединение даже по меркам промышленно развитой Белоруссии было крупным и включало в себя Минский механический завод имени С. И. Вавилова, завод «Свет» в городе Жлобин Гомельской области, центральное конструкторское бюро «Пеленг» в Минске, завод «Зенит» в городе Вилейка Минской области, завод «Диапроектор» в городе Рогачёв Гомельской области и ремонтно-строительное управление в Минске. За годы руководства им этим объединением постоянно производилось освоение производства новой техники и рост объёмов выпускаемой продукции.
За большие заслуги в развитии производства новой техники и в связи с шестидесятилетием со дня рождения Указом Президиума Верховного Совета СССР («закрытым») от 22 марта 1984 года Зылю Петру Васильевичу присвоено звание Героя Социалистического Труда с вручением ордена Ленина и золотой медали «Серп и Молот».
В период перестройки приложил большие усилия к улучшению ассортимента и качества производимой на объединении продукции гражданского назначения, а также для освоения выпуска новой продукции. Так, только в 1988 году был освоен выпуск сразу 14-ти видов гражданской техники. В период сначала резкого сокращения оборонного заказа, а потом и распада СССР с разрывом хозяйственных связей это решение помогло пережить трудные времена, сохранить коллектив и успешно развивать производство в новых рыночных условиях.
С января 1993 года — заместитель начальника отдела внешних экономических связей ОАО «Белорусское оптико-механическое объединение» — Минский механический завод имени С. И. Вавилова. С 1994 года — ведущий специалист в «Приорбанке». С 1996 года — на пенсии.
Член КПСС в 1953—1991 годах.
Жил в городе-герое Минске. Скончался 28 ноября 2010 года. Похоронен на Восточном (Московском) кладбище в Минске.

### Награды
Награждён орденами Ленина (22.03.1984), Октябрьской Революции (26.04.1971), Отечественной войны 2-й степени (11.03.1985), Трудового Красного Знамени (29.03.1976), «Знак Почёта» (28.07.1966), медалями «За отвагу» (24.06.1964), «Партизану Отечественной войны» 2-й степени (14.07.1944), «За победу над Германией в Великой Отечественной войне 1941—1945 гг.» (1945), юбилейными медалями.
Государственная премия СССР (1988). «Заслуженный машиностроитель Белорусской ССР» (1982).